# Edward Curtis Smith

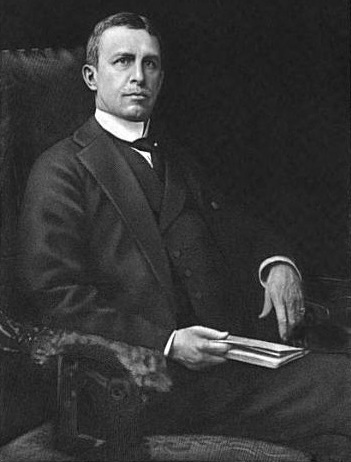
Edward Curtis Smith

Edward Curtis Smith (* 5. Januar 1854 in St. Albans, Franklin County, Vermont; † 6. April 1935) war ein US-amerikanischer Politiker und von 1898 bis 1900 Gouverneur des Bundesstaates Vermont.

## Frühe Jahre und geschäftlicher Aufstieg
Edward Smith war Sohn von J. Gregory Smith, der von 1863 bis 1865 Gouverneur von Vermont gewesen war. Edwards Onkel Worthington Smith war zwischen 1867 und 1872 Abgeordneter im US-Repräsentantenhaus. Sein Großvater John Smith war zwischen 1839 und 1840 Abgeordneter im US-Kongress. Edward Smith studierte bis 1875 an der Yale University. Nach einem anschließenden Jurastudium an der Columbia University arbeitete er zwischen 1877 und 1881 in St. Albans als Rechtsanwalt. Danach begann er eine erfolgreiche Laufbahn als Geschäftsmann. Er arbeitete für die Central Vermont Railroad, bei der sein Vater Präsident war. Bald sollte er dessen Nachfolge als Präsident der Gesellschaft antreten. Smith wurde auch Präsident der Welden National Bank. Er gehörte zu den Gründern der People’s Trust Bank in St. Albans und der Sherman National Bank in New York City.

## Politische Laufbahn
Smith war Mitglied der Republikanischen Partei. In der Miliz von Vermont stieg er bis zum Oberst auf. Unter Gouverneur Samuel E. Pingree war er dessen militärischer Berater. Zwischen 1891 und 1892 war er Abgeordneter im Repräsentantenhaus von Vermont. Im Jahr 1898 wurde Smith zum neuen Gouverneur seines Staates gewählt. Er trat seine zweijährige Amtszeit am 6. Oktober 1898 an. In seiner Amtszeit wurde ein Gefängnisausschuss geschaffen. Außerdem entstand mit dem State Highway Commissioner die Stelle eines Verkehrsministers. Gouverneur Smith begründete auch das unter dem Namen „Old home Week“  bekanntgewordene Volksfest in Vermont.

## Weiterer Lebenslauf
Nach dem Ende seiner Amtszeit am 4. Oktober 1900 widmete sich Smith wieder seinen vielen geschäftlichen Aktivitäten. Politisch ist er nicht mehr in Erscheinung getreten. Er starb am 6. Juni 1935. Mit seiner Frau Anna Bailey James hatte er vier Kinder.